# Ahmed Salim Ould Sidi
Ahmed Salim Ould Sidi (arabisch أحمد سالم ولد سيدي, DMG Aḥmad Sālim walad Sīdī, geb. 1939; hingerichtet nach dem 16. März 1981) war ein mauretanischer Militär und Politiker und der kommissarische Premierminister zwischen dem 28. und 31. Mai 1979.
Er beteiligte sich an dem Staatsstreich gegen Mustafa Ould Salek und unterstützte Ahmed Ould Bouceif bei der Wahl zum Premierminister. Nachdem Ahmed Ould Bouceif bei einem Flugzeugabsturz am 27. Mai 1979 starb, übernahm Ahmed Salim Ould Sidi kommissarisch dessen Stelle. Am 31. Mai wurde er von Mohamed Khouna Ould Haidalla abgesetzt, der zu diesem Zeitpunkt begann alle Macht an sich zu reißen. Ahmed Salim Ould Sidi blieb zunächst Vizepräsident und Chief des Comité Militaire de Salut National bis 1980, als Mohamed Khouna Ould Haidalla alle möglichen Gegenkandidaten beseitigte. Ahmed Salim Ould Sidi schloss sich der Alliance pour une Mauritanie Démocratique an, die mit dem ehemaligen Präsidenten Moktar Ould Daddah in Verbindung stand. Am 16. März 1981 führte er einen Putschversuch gegen Mohamed Khouna Ould Haidalla mit Hilfe von Mohamed Abdelkader durch, einem ehemaligen Luftwaffen-Kommandanten (Force Aérienne Islamique de Mauritanie, FAIM). Der Putsch scheiterte und der Präsident nahm dies zum Anlass, einen härteren Kurs zu beginnen und das Bürgerrecht abzuschaffen. Mohamed Abdelkader wurde im Verlauf des Putschversuchs getötet und Ahmed Salim Ould Sidi bald darauf hingerichtet.